# Von Koch
von Koch, [kokk] är ett efternamn som bärs bland annat av en svensk adelsätt. Den 31 december 2018 var det 72 personer i Sverige med efternamnet von Koch.

## Den svenska släkten Koch (och von Koch)
Enligt släkttraditionen härstammar släkten från Livland. Den äldste kände stamfadern Christen Koch var borgare och handlare i Kungälv vid mitten av 1600-talet. Han blev far till kyrkoherden i Stenkyrka på Tjörn i Bohuslän, kontraktsprosten Michael Christiani Koch. Med dennes söner Jöns och Nils delade sig släkten i två huvudgrenar. Jöns Koch blev far till den vittgrenade Uddevallasläkten Koch, som inte är adlig. Från den yngre brodern brukspatron Nils Koch (1707–1762), som var farfar till Nils Koch (1768–1848), härstammar den adliga grenen.
Den som i Sverige 1815 adlades (ätten sedan introducerad på Riddarhuset 1817) och därvid valde von Koch som sitt ättenamn var majoren Nils von Koch (1768-1848) som adlades enligt 37§ 1809 års regeringsform, vilket innebär att endast ättens huvudman innehar adlig värdighet.

### Släktträd (urval)
- Nils von Koch (1776–1848), major, den svenska adliga ättens stamfar
  - Nils Samuel von Koch (1801–1881), ämbetsman och politiker
    - Richert Vogt von Koch (1838–1913), överstelöjtnant, författare
      - Ebba von Koch (1866–1943), konstnär
      - Frances von Koch (1868-1922)
      - Helge von Koch (1870–1924), matematiker
      - Gerhard Halfred von Koch (1872–1948), socialpolitiker
        - Agnes Wirén, född von Koch (1913–2005), folkhögskollärare
        - Frances von Koch (1915–2007), skådespelare

      - Arne von Koch (1875-1939), fil lic
      - Sigurd von Koch (1879–1919), tonsättare, gift med
      - + Kaju von Koch, född Magnell (1880–1952), möbelarkitekt
        - Erland von Koch (1910–2009), tonsättare

## Utan känd släktskap
- Konstantin von Koch (1890–1978), officer och luthersk präst av ryskt ursprung